# Monkey Business (película de 1998)
Monkey Business es una película estadounidense de aventura, comedia y crimen de 1998, dirigida por Paulette Victor-Lifton, que a su vez la escribió junto a Jimmy Lifton y Ted Fox, estos dos últimos también la produjeron, musicalizada por Fernando Periera y el elenco está compuesto por Kathren Laurents, Kevin Cabriales, Shia LaBeouf y Billy Drago, entre otros.

## Sinopsis
Dos expresidiarios pretenden imputar al detective que los mando a la penitenciaria. Sin embargo, varios nenes deciden anular los planes de los mafiosos con la cooperación de algunos animales.